# Муцциоли, Джованни
Джованни Муцциоли (итал. Giovanni Muzzioli; 10 февраля 1854[…], Модена — 5 августа 1894[…], Модена, Эмилия-Романья) — итальянский исторический живописец. 

## Биография
Родился в 1854 году в Модене в семье выходцев из соседнего городка Кастельветро. Учился в Академии художеств родного города. В 1871 году получил премию Полетти, дававшую право на четырёхлетнее оплачиваемое проживание и обучение в Риме. Там Муцциоли учился в Академии Святого Луки под руководством местных художников-академистов. Затем он перебрался во Флоренцию, где в 1878 году навсегда поселился, периодически навещая родную Модену.
Муцциоли регулярно выставлял свои картины на выставках в таких городах, как Венеция, Турин, Болонья. Обычно его произведения были посвящены античным сюжетам, однако иногда он писал и религиозные картины, включая запрестольный образ для одной из моденских церквей, жанровые сцены, портреты, пейзажи.
Скончался Муцциоли в 1894 году.

## Галерея

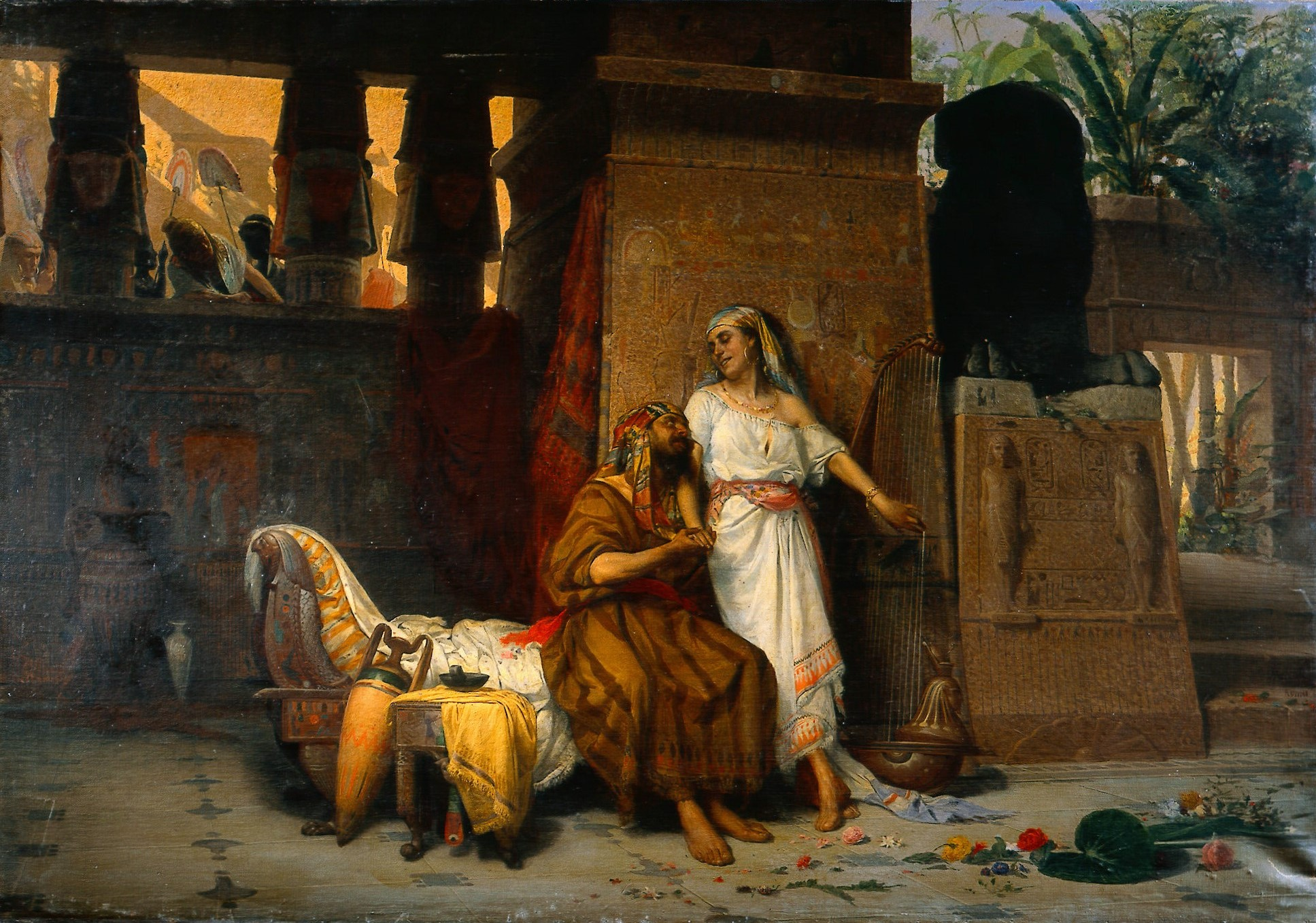
Авраам и Сарра во дворе фараона
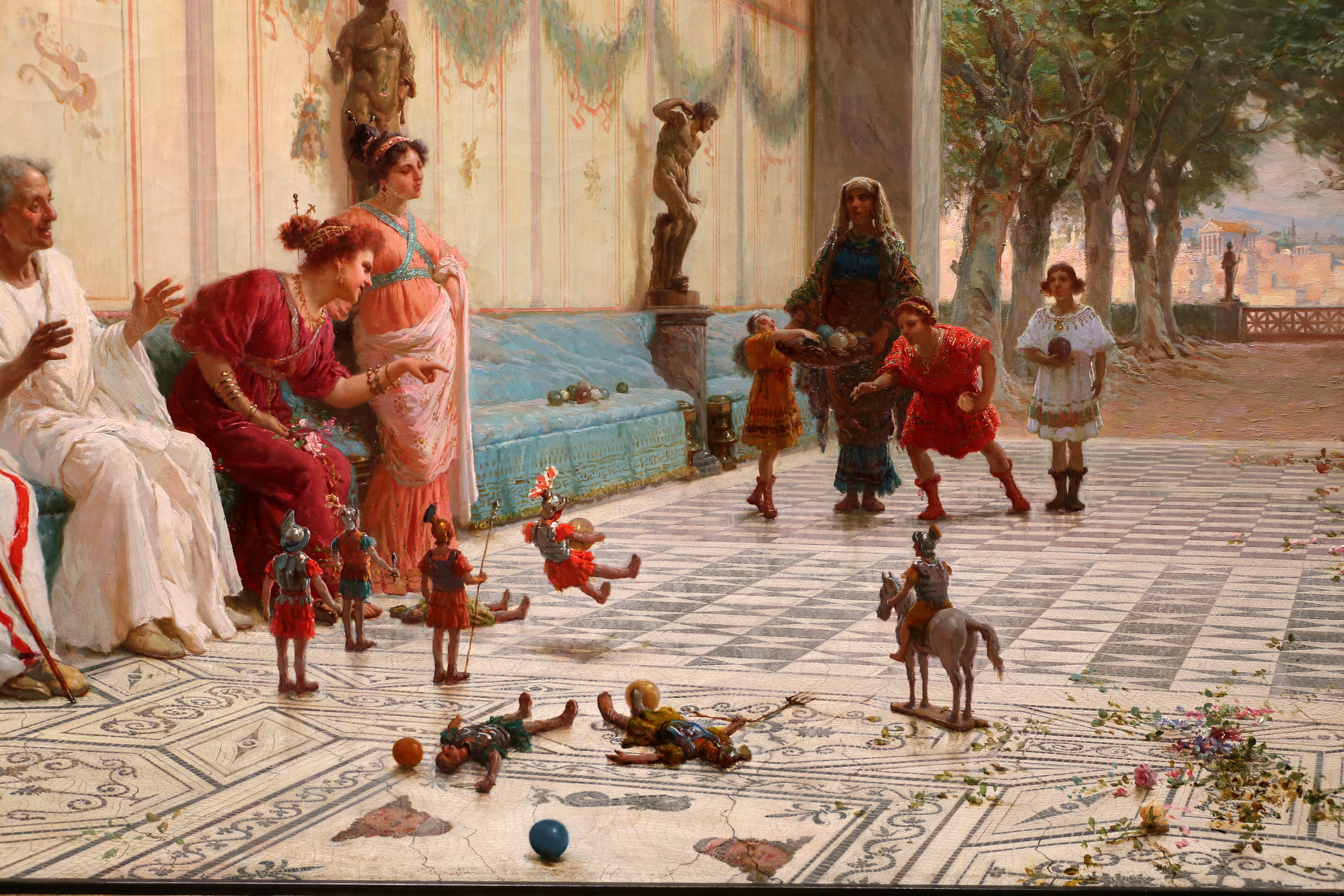
Игра в кегли
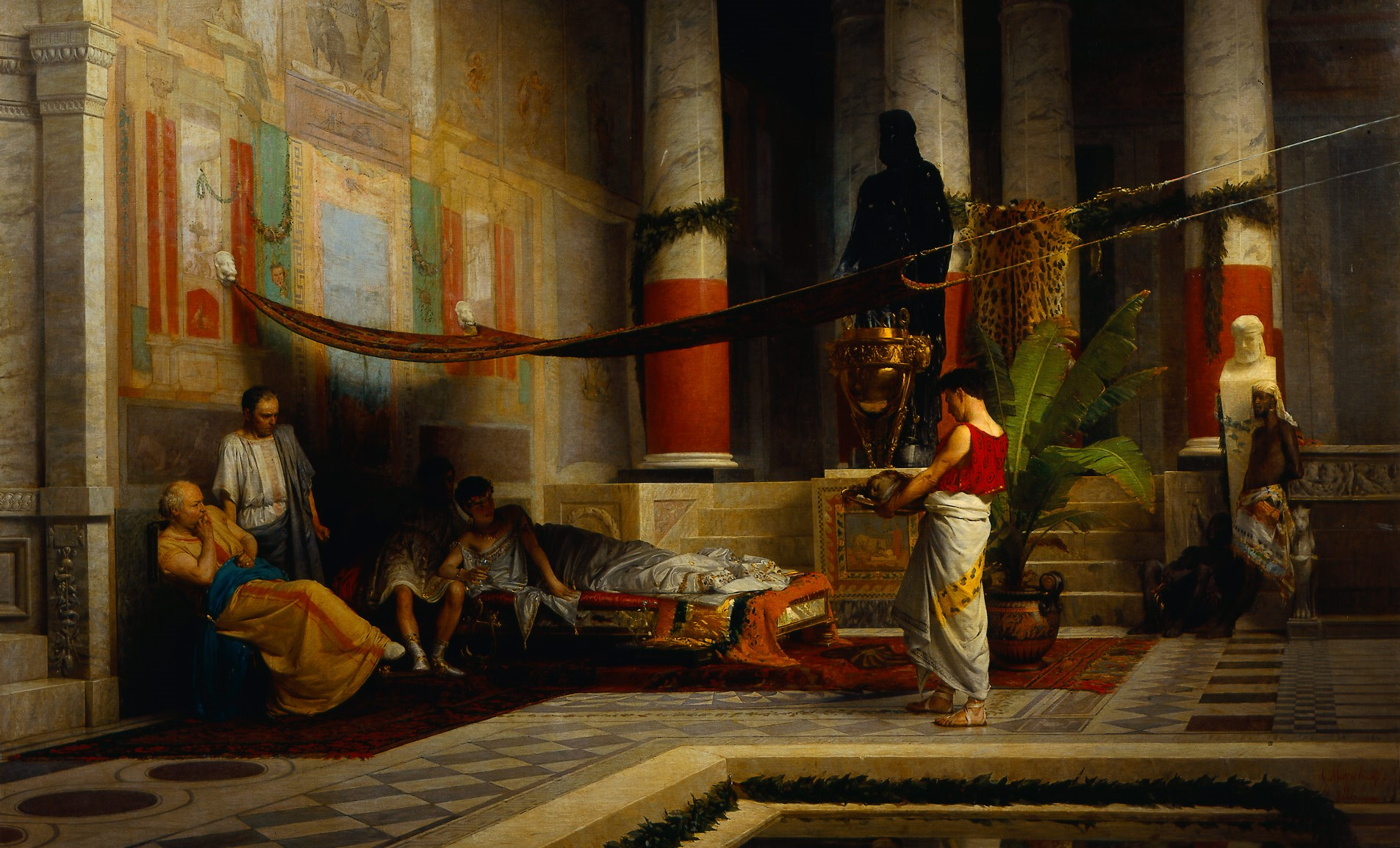
Вторая жена императора Нерона приносит ему голову первой жены
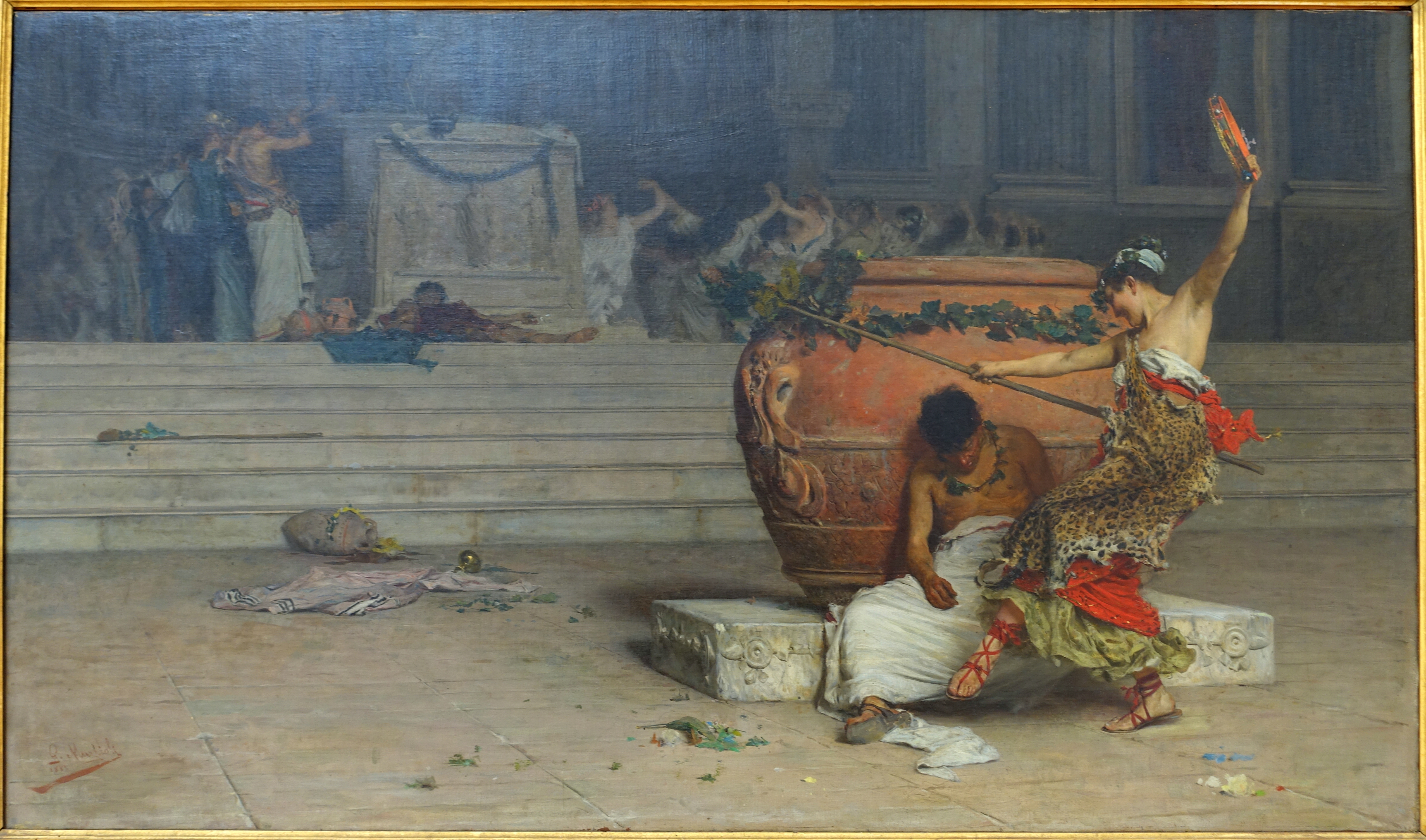
В храме Вакха
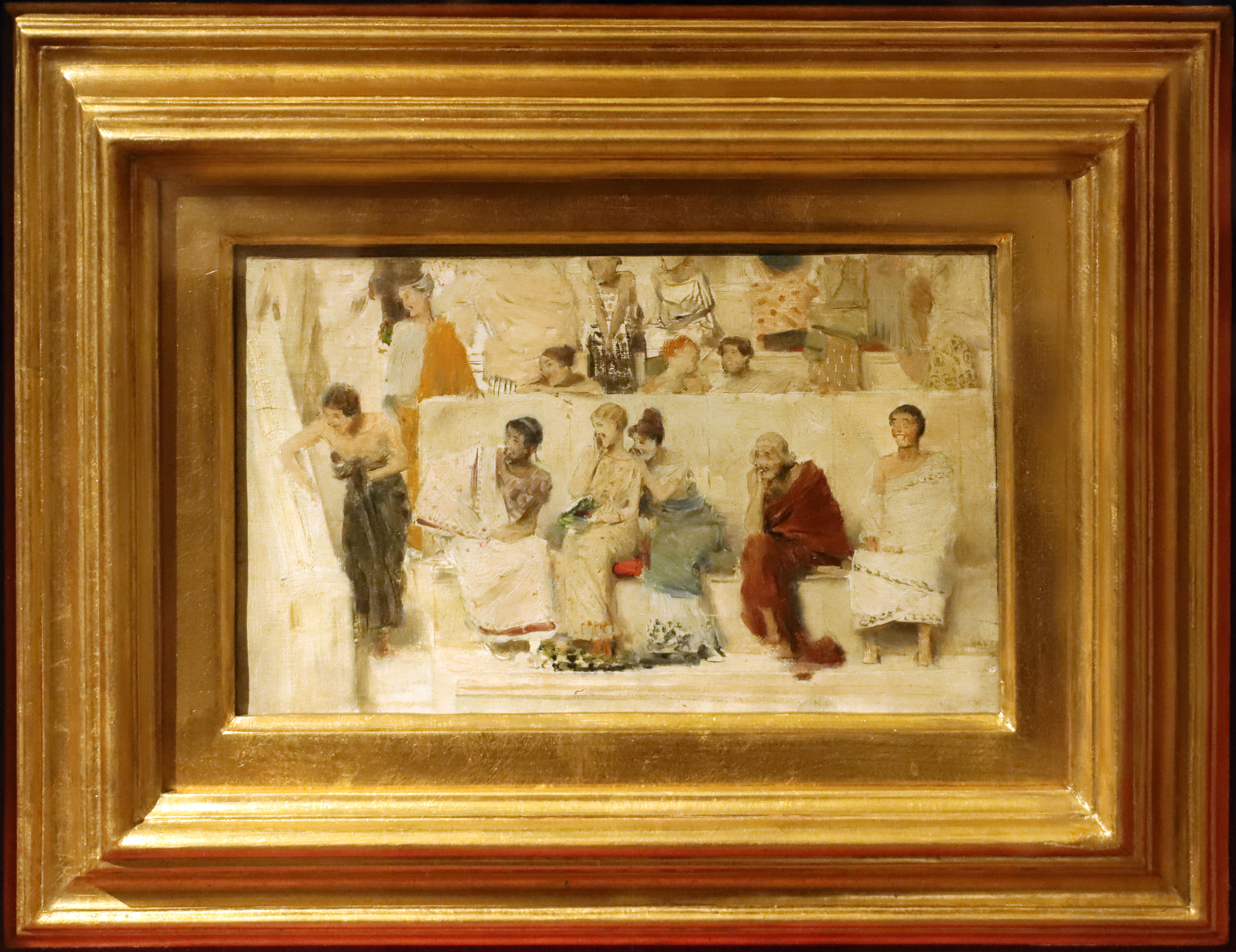
В римском театре
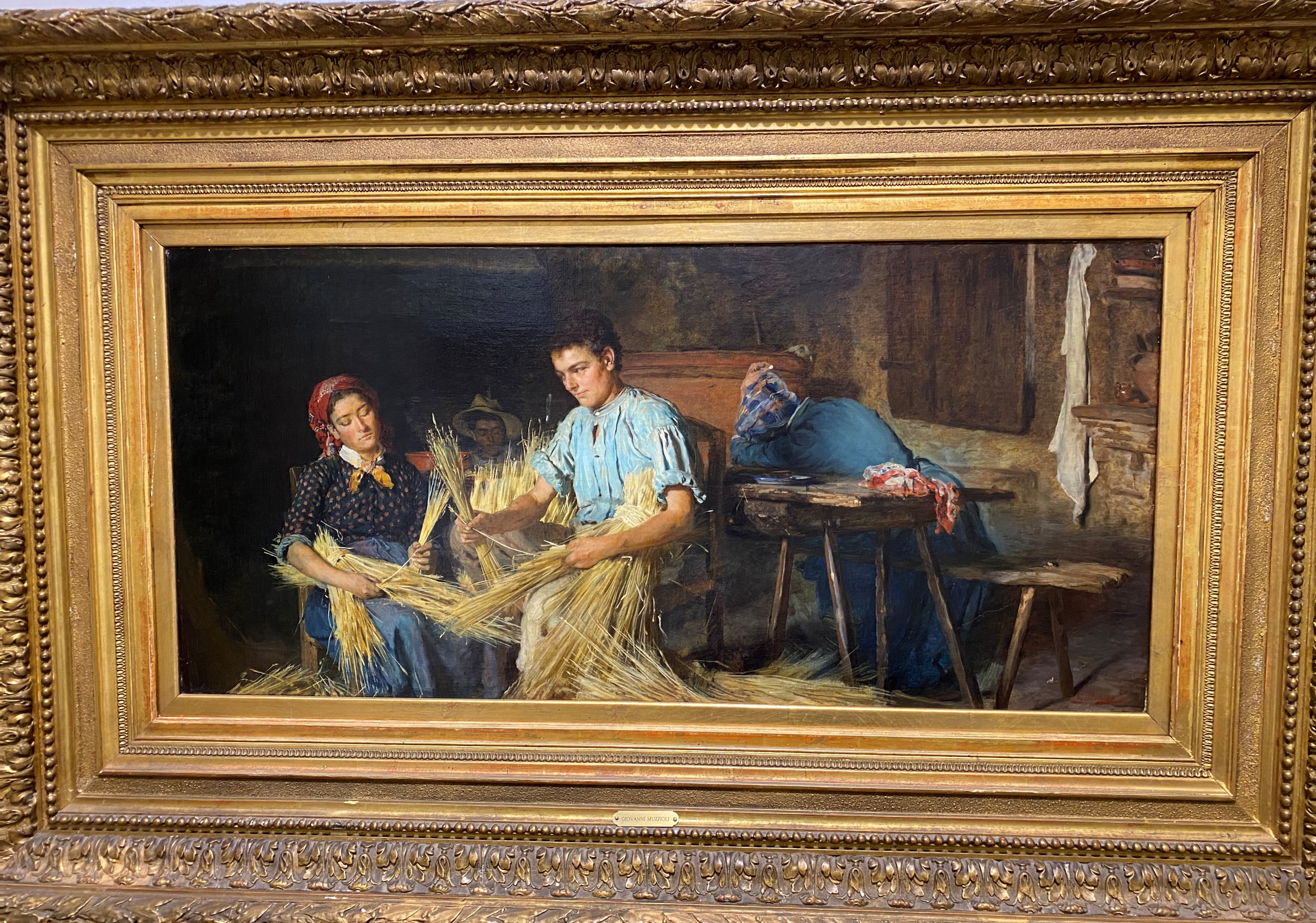
В знойный час
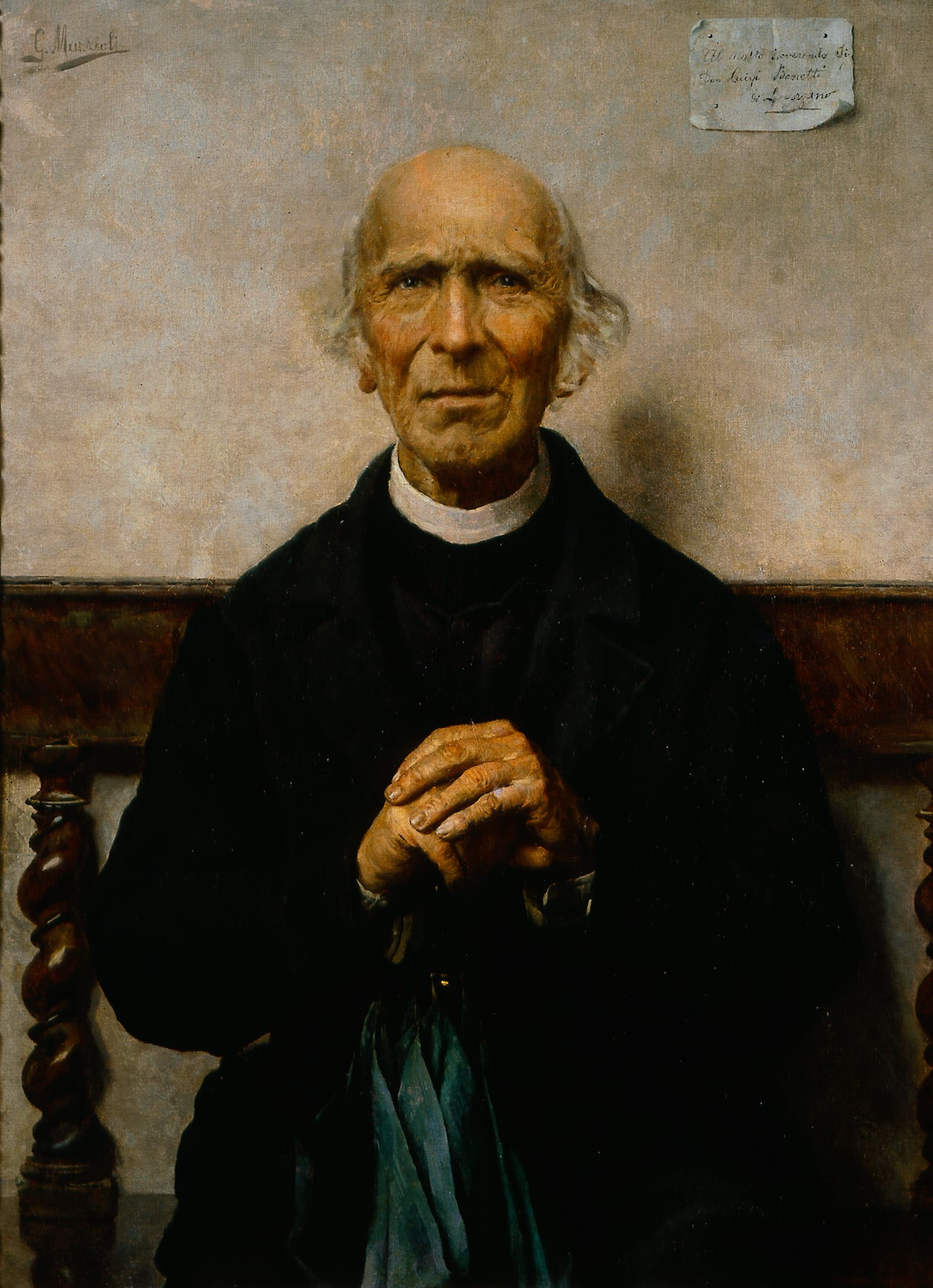
Портрет преподобного[5] Луиджи Бонетти
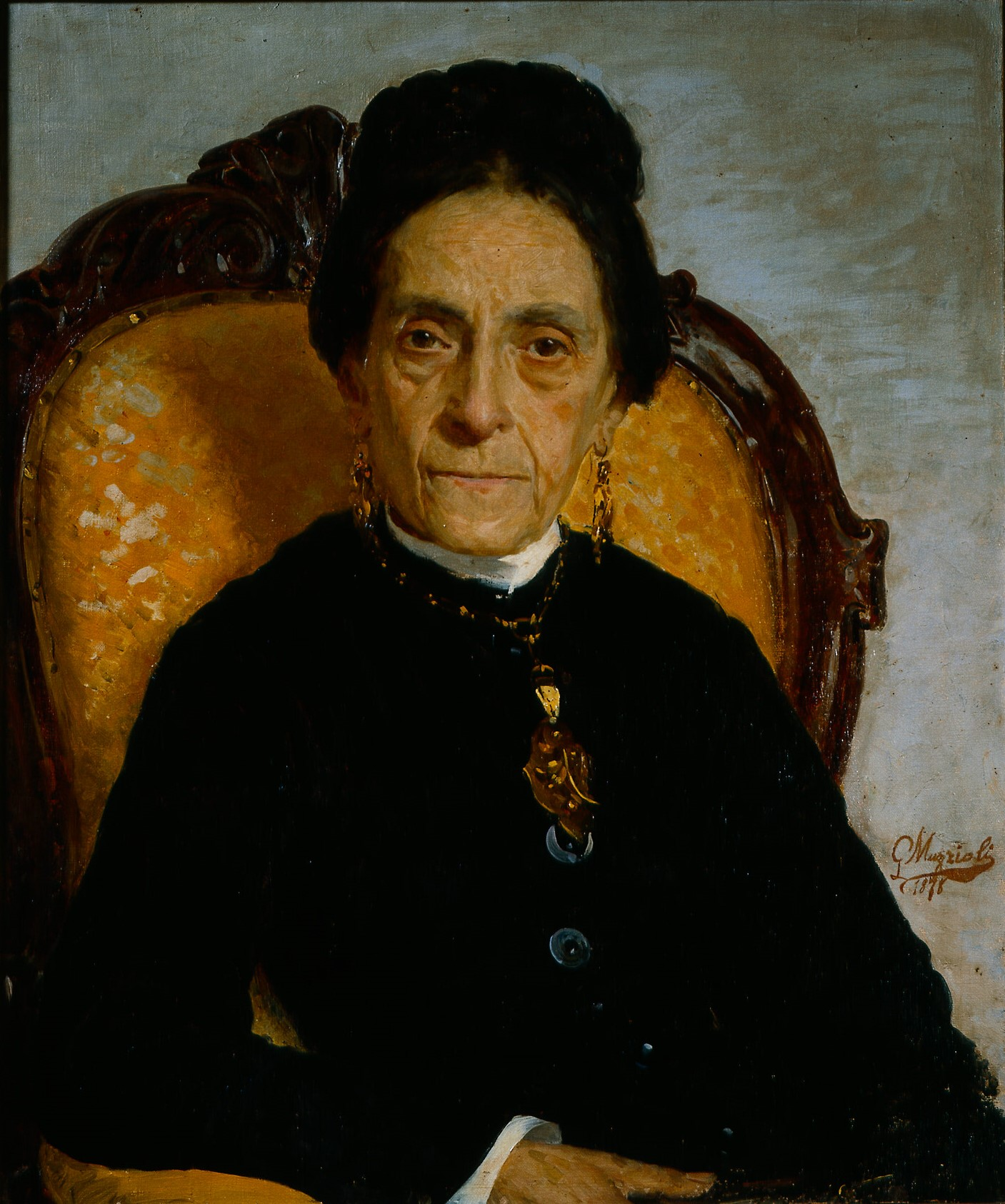
Портрет пожилой сеньоры
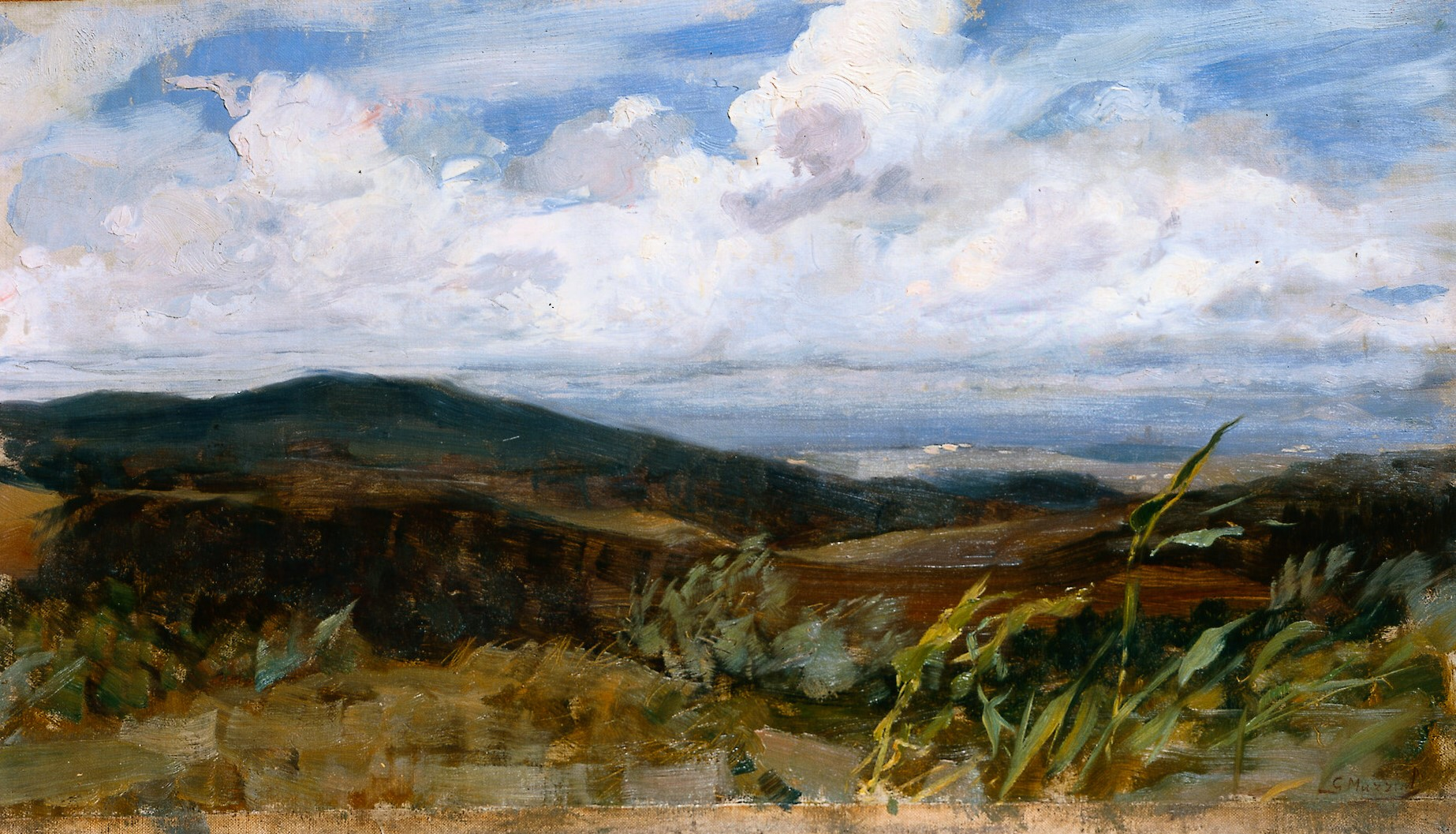
Пейзаж